# Кристин (филм, 1983)
„Кристин“ (на английски: Christine) е филм на ужасите от 1983 година на режисьора Джон Карпентър по едноименния роман на Стивън Кинг.

## Сюжет
Внимание:  Текстът по-долу разкрива сюжета на произведението (или части от него)!
Годината е 1958. Във фабрика за автомобили по време на инспекция на двигателя на един червен Plymouth Fury е ранен работник. Друг работник изтърсва пепел от цигарата си върху тапицерията в кабината и внезапно умира. И в двата случая преди трагичните събития колата спонтанно се включва и от вградения радиоприемник се чува една и съща песен. Двадесет години по-късно гимназистът Арни Кънингам, въпреки възраженията на най-добрия си приятел Денис Гилдър, купува тази кола от някой си Джордж Лебей. Колата изглежда много стара, очукана, двигателят едва работи, но Арни изглежда е очарован от тази кола. На раздяла Лебей казва, че колата си има име – „Кристин“.
В училище Арни има постоянни конфликти с хулигана Бъди Репертън, а по време на едно спречкване Бъди изважда сгъваем нож. След като научават за това, училищните власти изключват Бъди и озлобения младеж решава да отмъсти на Арни. А Арни посвещава цялото си време на възстановяването на „Кристин“, в която буквално се влюбва, въпреки упреците на родителите си. Постоянното пребиваване до този автомобил се отразява странно на Арни. Той започва да се облича по модата от 50-те години на 20. век, става груб и арогантен, и спира да използва очилата си, тъй като късогледството му изчезва. Личният му живот също се подобрява и той започва да се среща с красивата съученичка Лий Кабот.
Промените на Арни стряскат най-добрия му приятел Денис и той решава да разбере повече за „Кристин“. Денис открива, че предишният собственик на колата е бил буквално обсебен от нея, въпреки факта че неговите жена и дете са загинали в „Кристин“. Друг собственик на „Кристин“ пък се е самоубил направо в колата. Междувременно Арни напълно възстановява „Кристин“ и кани Лий на автокино, където филмите се гледат директно от колата. Арни се опитва да прави секс с Лий, която обича, но момичето инстинктивно усеща някакво зло, идващо от „Кристин“. Арни решава да отиде за напитки, но 
щом напуска колата, радиото спонтанно се включва, всички врати се блокират и Лий се задавя с парче храна. Само намесата на външен човек спасява момичето от сигурна смърт. Лий истерично казва на Арни, че никога повече в живота си няма да влезе в „Кристин“.
Малко след това побойникът Бъди и бандата му изпълняват плана за отмъщение на Арни. Въоръжени с бейзболни бухалки, хулиганите осакатяват колата, удрят и трошат всичко, което могат. Виждайки, че любимата му кола е осакатена, Арни изпада в дива ярост и когато Лий се опитва да го утеши, Арни се нахвърля върху момичето и скъсва с нея. Пристигайки в сервиза, където стои „Кристин“, Арни започва да ѝ говори като на живо същество и обещава да я възстанови. В отговор на думите му автомобила „оживява“ и започва да „възкръсва“ сам. Счупените фарове се оправят, а смачканата ламарина се изправя. Малко уплашен от видяното, Арни се прибира вкъщи, а „Кристин“ сама напуска сервиза, проследявайки единия от хулиганите (Питър Уелч) и го премазва.
Полицейският детектив Руди Джънкинс, който разследва смъртта на Уелч, подозира, че самият Арни може да е управлявал колата, за да отмъсти на нападателите си. Джънкинс разпитва Арни и проверява алибито му, но Арни наистина е невинен. А разярената „Кристин“ продължава да убива. През нощта тя преследва кола, в която се возят самият Бъди Репертън и неговият приятел Ричи Трелони. След като пристига на бензиностанцията, където работи приятеля на Репертън – Ванденберг, „Кристин“ разбива колата им, убивайки Ричи. Станцията експлодира и Ванденберг умира в пламъци, а Бъди се опитва да избяга. Но пламтящата „Кристин“ настига Репертън и го убива. След това тлеещата „Кристин“ отива в сервиза, където ужасеният му собственик Дарнел я наблюдава как се връща. Когато решава да провери кой кара колата, той се озовава в кабината на „Кристин“, където с помощта на седалката Дарнел е притиснат до смърт до кормилната колона. Полицията намира тялото на Дарнел в колата, която отново е в безупречно състояние. Детектив Джънкинс отново разпитва Арни, който отново има алиби.
Лий моли Денис за помощ, за да унищожи „Кристин“ и по този начин да спаси Арни. Лий и Денис се срещат в гаража на Дарнел и са нападнати от „Кристин“ с Арни вътре. В опит да убие Лий, колата се врязва в офиса на Дарнел и Арни е изхвърлен през предното стъкло, смъртоносно ранен от парче стъкло. Въпреки смъртта на господаря си, „Кристин“ продължава да атакува яростно, възстановявайки се много по-бързо от преди. Денис извлачва Лий в кабината на булдозер, с чиято помощ те смачкват „Кристин“, превръщайки я в купчина желязо. Радиото в пилотската кабина замлъква, зелените му лампи угасват и адската машина най-накрая „умира“. На следващия ден Денис и Лий виждат остатъците от „Кристин“ да бъдат пресовани в малък метален куб на сметището за коли. Детектив Джънкинс ги поздравява за побеждаването на адската машина. Денис и Лий за момент се изплашват, когато чуват рокендрол песен от 50-те години на 20. век, но се оказва, че това е от касетофон на работник в депото. Въпреки това, веднага щом младите хора си тръгнат, осакатеното тяло на „Кристин“ започва бавно да се разгъва…

## Актьорски състав
| Актьор            | Роля                                                             |
| ----------------- | ---------------------------------------------------------------- |
| Кийт Гордън       | Арни Кънингам – гимназист, който купува колата „Кристин“         |
| Джон Стокуел      | Денис Гилдър – гимназист и спортист, най-добрият приятел на Арни |
| Александра Пол    | Лий Кабът – приятелка на Арни                                    |
| Робърт Проски     | Уил Дарнел – собственик на автосервиза, където работи Арни       |
| Хари Дийн Стантън | Руди Джънкинс – полицейски детектив                              |
| Кристин Белфорд   | Реджина Кънингам – майка на Арни                                 |
| Робърт Дарнел     | Майкъл Кънингам – баща на Арни                                   |
| Робъртс Блосъм    | Джордж Лебей – бивш собственик на колата „Кристин“               |
| Уилям Острандър   | Бъди Репъртън – хулигана на гимназията                           |
| Дейвид Спилбърг   | г-н Кейси – гимназиален учител                                   |
| Малкълм Денард    | Питър Уелч – хулиган, член на бандата на Бъди Репъртън           |
| Стивън Таш        | Ричи Трелони – хулиган, член на бандата на Бъди Репъртън         |
| Стюарт Чарно      | Дон Ванденберг – хулиган, член на бандата на Бъди Репъртън       |
| Робърт Никълс II  | осигурява звуковите ефекти на „Кристин“                          |

## Снимачен процес
- Според сценариста Бил Филипс във филма не е имало достатъчно насилие, за да получи оценка R. Създателите на филма се страхуват, че ако филмът излезе с рейтинг PG (PG-13 не съществува през 1983 г.), никой няма да отиде да гледа филма. В тази ситуация Филипс умишлено вмъкна думата „fuck“ и нейните производни в много от диалозите, за да получи „по-зрялата“ оценка R.
- Популярността на Стивън Кинг през 1983 г. е такава, че филмът е пуснат в продукция преди оригиналната книга дори да бъде публикувана.
- Когато „Кристин“ дебне бандата на Бъди Репертън, прозорците ѝ са затъмнени. Това е направено, за да се придаде „зловещ“ вид на колата и да се скрие фигурата на шофьора каскадьор, седнал на предната седалка.
- Каролайн Пол, сестрата близначка на актрисата Александра Пол, заема мястото ѝ в няколко сцени във филма без разрешение от режисьора, като например сцената с булдозера.
- Според Стивън Кинг той е избрал Plymouth Fury от 1958 г. за ролята на „Кристин“, защото е „забравена кола“. „Не исках кола, която вече има легенда, като Thunderbird от 50-те години“, казва Кинг.
- Снимките се провеждат в същия район, където режисьорът Карпентър снима легендарния си филм „Хелоуин“ (1978).
- За да се симулира самовъзстановяването на автомобила, на някои от пластмасовите макети, изобразяващи „Кристин“, са монтирани хидравлични помпи. Когато тези помпи са включени, те „всмукват“ макета навътре, след което получените кадри са монтирани в обратен ред, а колата сякаш приема първоначалната си правилна форма.
- За да предаде по-добре връзката между „Кристин“ и Арни, актьорът Кийт Гордън, казва, че си представял колата като жена и я докосвал, сякаш е любимата му жена.
- Началната сцена, показваща „раждането“ на „Кристин“ на поточната линия, е добавена специално за филма, за да обясни произхода на „злата природа“ на тази кола.
- 15% от бюджета на филма е похарчен само за автомобили. До края на снимките всички с изключение на два са повредени или напълно унищожени. Един от оцелелите Plymouth Fury е продаден на търг през 2004 г. за 167 000 долара.
- Режисьорът Джон Карпентър отказва да отиде на премиерата на филма. „Когато ходя на премиери, винаги се случва нещо лошо“, каза той.
- В САЩ има 2 филмови клуба, които редовно правят реплики на Кристина, а „Chrysler Corporation“ дава годишна награда за най-добра реплика на легендарния автомобил.
- Номерът на Кристина започва с „CQB“, което е съкращение от „Close Quarters Battle“ – „Близък бой“.
- Във филма са заснети следните превозни средства: колата на хулигана Бъди е Chevrolet Camaro от 1967 г.; колата на родителите на Арни е Volvo 144 Automatic от 1971 г.; колата на собственика на сервиза Дарнел е Cadillac Coupe DeVille от 1974 г.; колата на Денис е Dodge Charger 440 от 1968 г.; булдозерът, на който Денис и Лий се бият с „Кристин“ – Caterpillar 977 K.
- Актьорът Кийт Гордън и дизайнерът на костюмите измислят визуален начин, който показва как Арни става обсебен от „Кристин“. С напредването на филма Арни започва да носи дрехи, отразяващи епохата, в която е създадена „Кристин“. Например, когато Арни крещи на Лий по телефона, той е облечен с риза, черни панталони и ботуши по модата на 50-те години. Когато Арни говори с детектив Дженкинс, той носи кожена жилетка върху риза с копчета, както е модерно през 50-те години.
- На актьора Кевин Бейкън е предложена главната роля във филма, но той избира да играе във „Вихърът на танца“ (1984).
- Ричард Кобриц, който преди това е продуцирал филма „Сейлъмс Лот“ (1979), базиран на едноименния роман на Стивън Кинг, получава два от романите на Кинг през 1983 г. за нова адаптация: „Кристин“ и „Куджо“. Кобриц избира „Кристин“, защото смята, че романът за побесняло куче е „твърде глупав“. Въпреки това „Куджо“ заинтригува актрисата Дий Уолъс, която през същата 1983 г. участва в заснемането на филма в една от главните роли.
- Актьорът Джон Стокуел трябвало да вземе уроци по управление на булдозер преди снимките.
- Актьорът Никълъс Кейдж се явява на прослушване за ролята на Бъди, Джон Кюсак и Скот Байо се явяват на прослушване за ролята на Арни Кънингам, а Брук Шийлдс – за ролята на Лий Кабът. По-късно обаче създателите на филма решават, че е по-добре да наемат актьори, които са неизвестни дотогава.

## Разликите между книгата и филма
- Във филма, по време на последния етап от сглобяването на поточната линия, „Кристин“ ранява един работник и убива друг. В книгата първата жертва на „Кристин“ е Рита, дъщерята на Роланд Лебей.
- Действието на книгата се развива в Либъртивил, Пенсилвания, докато действието на филма се развива в Рокбридж, Калифорния.
- В книгата битката на Арни с Бъди Репертън се развива в средата на историята, но във филма е преместена в самото начало.
- Когато „Кристин“ започва да отмъщава на хулиганите, които я потрошават, всички те (с изключение на Уелч и Ванденберг) умират в книгата в резултат на злополука, а във филма – в резултат на пожар на бензиностанция.
- Номерът на „Кристин“ в книгата е „HY-6241-j“, във филма е „CQB 241“.
- Във филма Уил Дарнел умира в собствения си сервиз, директно в самата „Кристин“, а в книгата „Кристин“ напада къщата му, където го убива.
- В книгата Арни купува „Кристин“ от Роланд Лебей, който умира две седмици по-късно, докато във филма Арни купува колата от брат му Джордж Лебей. Джордж информира Арни и Денис, че неговият „глупав брат“ е мъртъв и Джордж продава колата вместо него. Героят на Джордж обаче носи корсет за гръб, подобен на този на Роланд в книгата. В допълнение, Джордж Лебей във филма като цяло съвпада с образа на Роланд Лебей в книгата, където Джордж е описан като тих учител.
- В книгата трупът на Роланд Лебей се появява пред Арни няколко пъти и духът на Лебей обладава Арни, променяйки личността му. Във филма духът на Лебей го няма, а „Кристин“, която обсебва Арни, е зла сама по себе си.
- В книгата, „Кристин“ убива бащата на Арни и детектив Дженкинс, за което Денис е информиран от Рик Мърс, партньор на детектива. Във филма Дженкинс остава жив, съдбата на родителите на Арни е неизвестна, а образът на Рик Мърс напълно отсъства.
- В книгата Рик Мърс казва на Денис, че Арни и майка му са катастрофирали в кола, докато той се е борил с духа на Лебей в нея. Във филма, когато „Кристин“ преследва Лий в сервиза на Дарнел, Арни излита от колата през предното стъкло и е смъртоносно ранен от един от фрагментите.